# Brunch

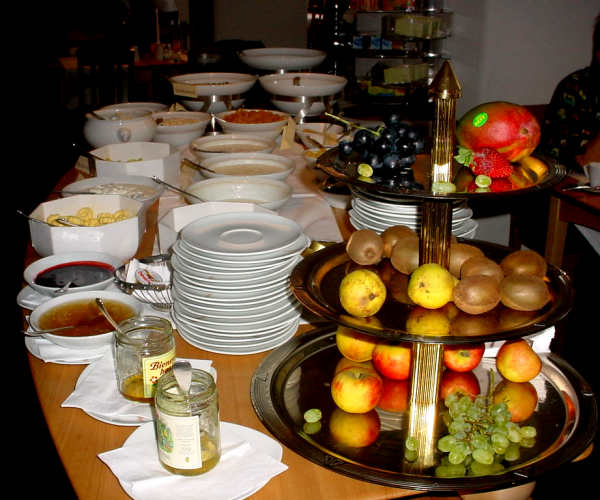
Brunch preparado para servirse

El brunch (a partir de la unión de breakfast —palabra inglesa que significa «desayuno»— con lunch —«almuerzo»—), también conocido como desayuno tardío, es una combinación de las dos comidas, almuerzo y desayuno. Se suele servir, por regla general, en un período de tiempo que va desde las 11:00 AM hasta las 1:00 PM, que es también intermedio entre las dos comidas, desayuno y almuerzo.

## Origen de la palabra
La primera vez que se escribió sobre el brunch fue en la revista satírica inglesa Punch en 1896. En esa época, las familias británicas de clase alta solían dar el domingo libre a los sirvientes, y estos preparaban un bufé para que, durante todo el día, sus jefes pudieran servirse.

## Uso de la palabra en España
Originalmente se tradujo como "almuerzo" al "lunch" anglosajón, al tratarse de una comida liviana y que se hace hacia el mediodía. Lo correcto en este caso es traducir "comida" como "lunch", que es lo que se come en España hacia el mediodía (13:00-15:00). Pudiéndose incluso traducir "almuerzo" como "brunch" en determinadas áreas. Por lo tanto, existe un término en español para este neologismo inglés. 

## Composición
Algunos restaurantes y hoteles sirven un brunch, en especial los domingos y días festivos durante las horas que van desde las 10 de la mañana hasta las 4 de la tarde. Estos brunches consisten en un bufé expuesto como autoservicio, generalmente. Los alimentos servidos suelen ser los mismos que en un desayuno habitual, como puede ser los huevos estrellados, hojuelas, salchichas, tocino, jamón, frutas y bollos. Sin embargo, puede incluir además cualquier otra comida servida en una comida de almuerzo. Los bufés pueden tener quiches, grandes porciones de carne asada o ahumada, aves, mariscos, salmón ahumado, ensaladas, sopas, verdura, etc, todo ello acompañado de diferentes panes tostados y artesanales.
Los platos típicos del brunch suelen ser los panqueques o tortitas, tostadas francesas, gofres, y platos salados donde el huevo suele ser el protagonista, como los huevos Benedict, entre muchos otros.